# Carlos António Alves dos Reis

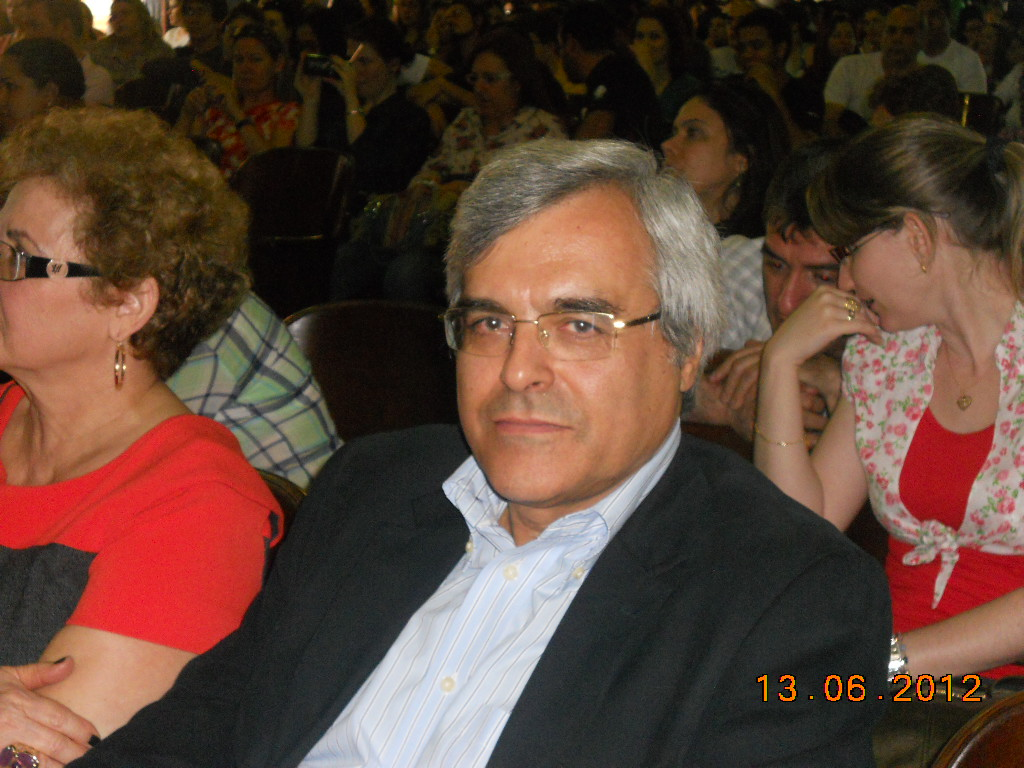
Carlos Reis no 2º CIEELI, evento organizado pela UEM em 2012.

Carlos António Alves dos Reis ComSE (Angra do Heroísmo, 28 de setembro de 1950) é um ensaísta e professor português, especialista em estudos queirosianos.

## Biografia
Açoriano de nascimento, reside em Coimbra desde 1968, quando ingressou na Faculdade de Letras da Universidade de Coimbra de onde se licenciou em Filologia Românica. Cedo se dedicou à carreira académica leccionando Literatura Portuguesa, Literatura Espanhola e Teoria da Literatura na sua alma mater.
Publicou o seu primeiro livro em 1975, Estatuto e perspectivas do narrador na ficção de Eça de Queirós, dando início a uma série de estudos sobre a obra queirosiana, a que se consagrou. Com uma dissertação sobre O discurso ideológico do neo-realismo português, doutorou-se em 1983.
Ao longo dos anos, tem sido professor convidado em diversas universidades, nomeadamente de Santiago de Compostela, Rio de Janeiro[carece de fontes?], Salamanca, Hamburgo, Wisconsin-Madison e Massachussetts-Dartmouth, além de ministrar regularmente cursos de Literatura Portuguesa em universidades brasileiras.
Em 1988 foi um dos fundadores da Universidade Aberta em Portugal, da qual foi Reitor. Para além de ter criado uma cadeira de Estudos Queirosianos na Universidade de Coimbra, Carlos Reis tem coordenado a Edição Crítica das Obras de Eça de Queirós em publicação na Imprensa Nacional-Casa da Moeda, na sequência do profundo estudo do espólio do autor de Os Maias, depositado na Biblioteca Nacional, da qual foi director entre 1998 e 2002. Carlos Reis foi, também, presidente da Comissão Nacional e da Comissão Executiva para as Comemorações do Centenário de Eça de Queirós, em 2000 e 2001 e presidente da Associação Internacional de Lusitanistas, entre 1999 e 2002.
Exerce também larga actividade em diversos jornais e revistas, sendo de destacar a colaboração regular no Jornal de Letras, Artes e Ideias. Recentemente tornou-se figura conhecida do grande público pela defesa acérrima que tem feito da adopção do Acordo Ortográfico de 1990 em Portugal.
Carlos Reis é Comendador da Ordem de Isabel a Católica de Espanha; benfeitor e sócio grande benemérito do Real Gabinete Português de Leitura do Rio de Janeiro e sócio correspondente da Academia Lusíada de Ciências, Letras e Artes de São Paulo. Recebeu o Prémio de Ensaio Jacinto do Prado Coelho em 1996 e, em 2001, foi distinguido com o prémio Multimédia XXI, na área Conhecimento, Descoberta e Cultura, atribuído ao CD-ROM Vida e Obra de Eça de Queirós, que coordenou. Carlos Reis é doutor honoris causa pela Pontifícia Universidade Católica do Rio Grande do Sul, onde lecionou por diversas vezes, a última das quais de agosto de 2011 a julho de 2012.
A 10 de Junho de 2008, foi feito Comendador da Ordem Militar de Sant'Iago da Espada.
Em 2011 demite-se de Reitor da Universidade Aberta e volta à Universidade de Coimbra.
Em 2019 foi distinguido com o Prémio Eduardo Lourenço, atribuído pelo Centro de Estudos Ibéricos da Guarda, em parceria com as Universidades de Coimbra e de Salamanca.

## Obras
- Estatuto e perspectivas do narrador na ficção de Eça de Queirós, Coimbra, Livraria Almedina, 1975.
- Introdução à leitura d'Os Maias, Coimbra, Livraria Almedina, 1978.
- Introdução à leitura de Uma Abelha na Chuva, Coimbra, Livraria Almedina, 1980.
- Fundamentos y técnicas del análisis literario, Madrid, Ed. Gredos, 1981.
- Construção da leitura. Ensaios de metodologia e crítica literária, Coimbra, Centro de Literatura Portuguesa/INIC, 1982.
- O discurso ideológico do Neo-Realismo português, Coimbra, Livraria Almedina, 1983.
- Dicionário de Narratologia (com Ana Cristina M. Lopes), Coimbra, Livraria Almedina, 1987.
- Para una semiótica de la ideología, Madrid, Taurus, 1987.
- Introdução à leitura das Viagens na minha terra, Coimbra, Livraria Almedina, 1987.
- Dicionário de Teoria da Narrativa, São Paulo, Ed. Ática, 1988.[5]
- A construção da narrativa queirosiana. O espólio de Eça de Queirós (com Maria do Rosário Milheiro), Lisboa, Imprensa Nacional-Casa da Moeda, 1989.
- Towards a semiotics of ideology, Berlim e Nova Iorque, Mouton de Gruyter, 1993.
- História Crítica da Literatura Portuguesa. O Romantismo (com Maria da Natividade Pires), Lisboa, Verbo, 1993.
- O Conhecimento da Literatura. Introdução aos Estudos Literários, Coimbra, Livraria Almedina, 1995.
- Eça de Queirós cônsul de Portugal a Paris (1888-1900), Paris, Centre Culturel Calouste Gulbenkian, 1997.
- Diálogos com José Saramago, Lisboa, Caminho, 1998.
- Estudos Queirosianos. Ensaios sobre Eça de Queirós e a sua Geração, Lisboa, Presença, 1999.
- O Crime do Padre Amaro; edição de Carlos Reis e Maria do Rosário Cunha, Lisboa, Imprensa Nacional-Casa da Moeda, 2000.
- O Essencial sobre Eça de Queirós, Lisboa, Imprensa Nacional-Casa da Moeda, 2000.
- Figuras da Ficção (coordenação), Coimbra, Faculdade de Letras, 2006.
- Diálogos com José Saramago, Porto Editora, 2015.
- Crónica de D.João I - Fernão Lopes, Porto Editora, 2016